# Idioma esloveno
El idioma esloveno (en esloveno: slovenski jezik) es una lengua eslava meridional hablada principalmente en la República de Eslovenia, así como en zonas adyacentes de Italia, Austria, Hungría y Croacia en las que viven minorías históricas de eslovenos.

## Clasificación
El esloveno pertenece a la rama de lenguas eslavas de la familia indoeuropea. Dentro de la rama eslava, se encuentra en el grupo de lenguas eslavas meridionales, y dentro de éstas, en el subgrupo occidental. El esloveno es un idioma muy cercano al dialecto chakaviano y el dialecto kaikaviano de la lengua serbocroata, pero a su vez es lejano del dialecto estocavo, el cual es la base del serbocroata, como resultado de esto, la inteligibilidad mutua del esloveno se limita a los dialectos de transición con el serbocroata, ya que con las otras variedades se torna problemática debido a los cambios de vocabulario, gramática y pronunciación. A pesar de lo mencionado anteriormente, el esloveno comparte similitudes lingüísticas con todas las lenguas eslavas meridionales por pertenecer a estas y también posee varios trazos en común con las lenguas eslavas occidentales debido a su proximidad.

## Distribución geográfica
Es hablado en la República de Eslovenia y en zonas adyacentes de Italia (Trieste), Austria (Carintia), Croacia y Hungría.

### Estatus oficial
El esloveno es el idioma oficial de la República de Eslovenia  y fue desde 1918 hasta 1991 uno de los tres idiomas oficiales de Yugoslavia hasta la independencia eslovena. También es cooficial con el alemán en los estados austriacos de Carintia y Estiria, y en las provincias italianas de Trieste y Goricia (región Friul-Venecia Julia).
Asimismo, por ser Eslovenia un estado miembro, es una de las lenguas oficiales de la Unión Europea.

### Dialectos

Dialectos del esloveno, de acuerdo con Fran Ramovš (1931).

El esloveno posee un gran número de dialectos regionales, muchos de los cuales no son mutuamente inteligibles. El número de dialectos contabilizados por estudiosos del idioma asciende a 36 o incluso 46. No obstante, se puede dar una lista de nueve principales grupos dialectales:
- vzhodno (oriental)
- severovzhodno (nororiental)
- zahodno (occidental)
- osrednje (central)
- gorenjsko (de Alta Carniola)
- belokranjsko (de Carniola Blanca o Interior)
- dolenjsko (de Baja Carniola)
- primorsko (litoral)
- prekmuro o vendo, dialecto arcaico del esloveno hablado en el suroeste de Hungría, cerca de la ciudad de Szentgotthárd.

## Sonidos
La mayoría de los sonidos del esloveno tienen su correspondencia en español. Sin embargo, existen algunos sonidos que no están presentes de forma natural en español (si bien en su mayoría son conocidos a través de otros idiomas). Estos sonidos son los representados por las letras: č, š, ž, z.
Č: más profundo que la CH española

Š: como la CH francesa (SH inglesa pero más profunda)

Ž: como la J francesa

Z: como la S sonora o Z portuguesas, catalanas o francesas

### Vocales
Se utilizan los símbolos de las cinco  vocales convencionales (a, e, i, o, u), pero en realidad representan un total de trece sonidos vocálicos.
El lenguaje estandarizado tiene siete vocales largas (que son siempre acentuadas) y seis cortas (que pueden ser acentuadas o no acentuadas):
- Vocales largas: ê, ô (abiertas); é, ó (cerradas); á, í, ú
- Vocales cortas: è, ò (abiertas); à, ì, ù; è (vocal neutra o schwa)

Se observará que en las vocales cortas se repite la è. Esto es así porque la acentuación de las vocales en esloveno es un convencionalismo únicamente utilizado en diccionarios y manuales de gramática, pero no en la lengua escrita convencional. Como el serbocroata, el acento cae casi siempre en la penúltima o antepenúltima sílaba, usando el prosódico en los pocos casos en que haya ambigüedad. 
En la lengua coloquial, las vocales cortas tienden a pronunciarse de forma diferente a la norma dictada por el estándar. Las vocales cortas acentuadas dentro de palabras monosílabas tienden a pronunciarse como una vocal neutra. Las vocales cortas no acentuadas pierden peso en la pronunciación, son reducidas e incluso llegan a no ser pronunciadas. El ejemplo más notorio de esto es la 'i' en posición final, especialmente en los infinitivos de los verbos.

### Consonantes
El esloveno tiene veinte consonantes, que corresponden a un mismo número de fonemas.
La consonante r tiende a alargarse hasta sonar como e pero no se puede confundir, ni colocar la vocal, se trata de dar sonido a la consonante sin usar la letra. Ejemplos: smrt (muerte), prvi (primero), Trst (Trieste), zaprt (cerrado), Hrvaška (Croacia), Srbija (Serbia), etc.
Las consonantes l y v se pronuncian como w en algunos dialectos, especialmente cuando se encuentran en la última posición de una palabra y precedidas de una vocal. Ejemplos: bel (blanco), žival (animal), stol (silla), prav (correcto), cerkev (iglesia), etc.
La consonante l también suelen pronunciarse como w entre una vocal y una consonante. Ejemplos: volk (lobo), dolg (largo, deuda), solza (lágrima), etc. Es muy parecido a la " ł " polaca.

### Fonología
El desarrollo amalgamativo (y, hasta cierto punto, artificial) de la lengua eslovena, unido a la heterogeneidad de los dialectos y otros factores, hacen que coexistan dos sistemas fonológicos: el tonémico y el atonémico.
El sistema tonémico se caracteriza por distinciones de tono en las vocales. Las vocales largas se diferencian por tonos ascendentes o descendentes, mientras que las cortas siempre tienen tonos descendentes.
El sistema atonémico no realiza distinciones de tono entre vocales, sean largas o cortas. Este es el sistema favorecido por la norma literaria estándar, el usado en el Diccionario de la Academia Eslovena y el que se enseña en escuelas y universidades.

## Historia
El actual idioma esloveno, como lenguaje literario y norma estandarizada, fue creado a partir de una evolución amalgamativa en la que intervinieron diversos dialectos dispares entre sí.
Los primeros pueblos eslavos llegaron a la región alpina oriental en el siglo VI. En el transcurso de los siglos IX y X, la lengua común protoeslava comenzó a disgregarse en dialectos cada vez más diferenciados. En la zona montañosa de la actual Eslovenia estos dialectos aumentaron significativamente sus diferencias con el paso del tiempo, hasta el punto de que incluso hoy en día existe una notable falta de inteligibilidad entre ellos.
Los textos más antiguos con características eslovenas son los Fragmentos de Freising, escritos entre los años 972 y 1039. En ese tiempo, el proceso de disgregación de la lengua eslava común era aún reciente, y de hecho los mencionados fragmentos son considerados parte del escaso legado escrito del antiguo eslavo eclesiástico. En el siglo XVI la Reforma protestante trajo la publicación de los primeros libros impresos, escritos en el dialecto de la Baja Carniola con una mezcla de características de los dialectos de Alta Carniola y Carniola Interior, construyendo así una norma basada en los dialectos centrales, en la que tuvo especial influencia el habla de Liubliana. No obstante, en los siglos XVII y XVIII, las regiones de Carintia, Estiria y Prekmurje continuaron usando sus propios dialectos en escritos locales.

### Época moderna
En 1808, el destacado eslavista y filólogo Jernej Kopitar publicó en alemán su Gramática de la lengua eslava en Carniola, Carintia y Estiria, regiones que en aquel entonces estaban bajo soberanía del Imperio austrohúngaro. Kopitar, uno de los impulsores del movimiento ilirio, intentó unificar el habla de la mayor parte de regiones alpinas de población eslava, basándose en una síntesis de los dialectos de la Alta y Baja Carniola. Kopitar también puso énfasis en purgar de germanismos la lengua vernácula.
Por aquel entonces, se utilizaban diversos términos para referirse a las lenguas eslavas de la zona alpina: carniolo, estirio, carintio e incluso windisch (análogo al término wendisch con el que a veces se denominaba a los eslavos y que ha pervivido en relación con los sorbios). Sin embargo, a principios del siglo XIX comenzó a cobrar firmeza el término "esloveno" (que etimológicamente tan solo quería decir "eslavo").
En el siglo XIX, en el contexto del movimiento ilirio y el progresivo acercamiento entre lingüistas serbios y croatas (que culminó en el Acuerdo de Viena sobre la unidad de las lenguas serbia y croata), algunos escritores estirios y carintios intentaron unir su idioma al serbocroata y crear así un nuevo idioma "ilirio", pero los esfuerzos del poeta F. Prešeren y el lingüista F. Miklosič derrotaron esta tendencia y consolidaron el esloveno como un idioma independiente. Se aceptó así la idea de integración de los diversos dialectos eslovenos, y la norma central basada en los dialectos de Carniola hizo concesiones a los dialectos de Carintia y Estiria.
En la segunda parte del siglo XIX, continuaron los esfuerzos por normalizar y homogeneizar la lengua literaria común. Por un lado, en un intento de erradicar germanismos, se introdujeron numerosas palabras provenientes de otros idiomas eslavos, especialmente del serbocroata. Por otro lado se inició un proceso de "arcaización" tomando como modelo al antiguo eslavo eclesiástico, que reintrodujo categorías gramaticales perdidas o debilitadas hacía tiempo. Ambas tendencias se normalizaron a principios del siglo XX, ya que se procuró limitar los préstamos de otros idiomas y reducir las características arcaicas a las que efectivamente hubieran estado presentes en formas más antiguas de los dialectos.
Con el nacimiento de Yugoslavia en 1918 (bajo el nombre de Reino de los Serbios, Croatas y Eslovenos) se produjo un nuevo influjo de palabras serbocroatas, contrarrestado por una posterior tendencia purista. 
En la actualidad, las diferencias entre dialectos se han reducido, pero aún continúan siendo notables. También existe una cierta diferencia entre la lengua coloquial y la lengua literaria.

## Gramática
En el esloveno existen seis casos gramaticales: nominativo, genitivo, dativo, acusativo, instrumental y locativo. Como en el resto de idiomas eslavos con sistema de casos, los adjetivos se declinan de forma ligeramente distinta a los sustantivos.
Se distinguen tres géneros gramaticales: masculino, femenino y neutro. Dentro del género masculino se establece una distinción entre animado y no animado.
Hay tres números gramaticales: singular, dual y plural.

## Sistema fonológico

### Consonantes
|              | Bilabial | Bilabial | Labio- dental | Labio- dental | Dental | Dental | Alveolar | Alveolar | Palato- alveolar | Palato- alveolar | Palatal | Palatal | Velar | Velar |
| ------------ | -------- | -------- | ------------- | ------------- | ------ | ------ | -------- | -------- | ---------------- | ---------------- | ------- | ------- | ----- | ----- |
| Nasales      | m        | m        |               |               | n      | n      |          |          |                  |                  |         |         |       |       |
| Explosivas   | p        | b        |               |               | t      | d      |          |          |                  |                  |         |         | k     | ɡ     |
| Africadas    |          |          |               |               |        |        | ts       | dz       | tʃ               | dʒ               |         |         |       |       |
| Fricativas   |          |          | f             |               |        |        | s        | z        | ʃ                | ʒ                |         |         | x     |       |
| Aproximantes |          |          | ʋ             | ʋ             |        |        | l        | l        |                  |                  | j       | j       |       |       |
| Vibrante     |          |          |               |               |        |        | r        | r        |                  |                  |         |         |       |       |

## Vocabulario
El vocabulario tiene un sustrato básico eslavo, con una ligera influencia de palabras alemanas, italianas y húngaras. Gran parte de su vocabulario guarda una estrecha relación con los idiomas eslavos de la rama occidental (eslovaco, checo, sórabo).

## Sistema de escritura
El esloveno se escribe con una adaptación del alfabeto latino de Gaj, usado para el idioma serbocroata. Esta adaptación carece de letras innecesarias para el esloveno como Ć y Đ.